# 始祖白堊新偽蕈甲
始祖白堊新偽蕈甲（學名：Cretosynstrophus archaicus）為鞘翅目偽蕈甲科當中一個已滅絕的物種。本種化石發現晚白垩世緬甸琥珀。

## 形態描述
根據蔡晨陽等人分析的標本，本種長3.42 mm，除某幾節觸角之外，全身黑色被覆綱毛。頭部小，長 0.25 mm ，寬 0.48 mm 。眼睛大，向兩旁膨出。前胸背板橫扁狀，長0.76 mm ，寬 1.26 mm 。前胸背板盤區（pronotal disc）前1/4處有些許縱向紋路；雙緣微翹，延伸至前緣。後緣外側具明顯圓齒（crenulate），中葉光滑且無齒突。小楯板極小。翅鞘長，上有密集綱毛。後腹板全緣。足修長，每一脛節末端皆有一圈排列整齊的小刺，小刺上有微細縱紋。前足及中足跗節皆有五節，後足僅有四節。

## 系統分類學
本種根據形態可分入偽蕈甲科優偽蕈甲亞科，同時擁有優偽蕈甲亞科兩個族的特徵優偽蕈甲族（Eustrophini）及全偽蕈甲族（Holostrophini）的特徵，因此暫時歸類於族級未定。

## 古生物學
現生所有的優偽蕈甲亞科成員觸角較為短，觸角小節3-7節短而膨大，然而本種的觸角細長，觸角小節修長，早期優偽蕈甲亞科成員的觸角形式可能較現今更多樣化。
本種與現生的新偽蕈甲屬的整體的形態相似性則暗示白堊新偽蕈甲屬可能和它的現生後裔一樣具備食菌性的行為。

## 命名語源
種小名「archaicus」為拉丁文「古老」之意，指本種出現年代之古老性。

## 發現歷史
2016年，中國科學院南京地質古生物所助理教授蔡晨陽發表了一件偽蕈甲科的緬甸琥珀化石物種，並同時描述白堊新偽蕈甲屬此一獨立新屬。